# ارما (نیوجرسی)
ارما (به انگلیسی: Erma) یک منطقهٔ مسکونی در ایالات متحده آمریکا است که در شهرستان کیپ می، نیوجرسی واقع شده‌است. ارما ۸٫۷۰۲ کیلومتر مربع مساحت و ۲٬۱۳۴ نفر جمعیت دارد و ۳ متر بالاتر از سطح دریا واقع شده‌است.